# Брониківська територіальна громада
Брониківська сільська територіальна громада — територіальна громада в Україні, у Звягельському районі Житомирської області. Адміністративний центр — село Романівка.

## Загальна інформація
Площа території — 444 км², кількість населення — 7 991 особа (2020).
Станом на 2018 рік, площа території громади становила 394,97 км², кількість населення — 7 385 осіб (2018).

## Населені пункти
До складу громади входять 33 села: Абрамок, Барвинівка, Болярка, Броники, Варварівка, Вершниця, Вироби, Владин, Дубівка, Кам'яний Майдан, Катюха, Кропивня, Кущове, Лагульськ, Лебедівка, Малинівка, Марушівка, Миколаївка, Несолонь, Нова Романівка, Новозелене, Перемога, Поліянівка, Романівка, Слобода-Романівська, Тальки, Тальківка, Теснівка, Тупальці, Ужачин, Федорівка, Яблуневе, Яворівка.

## Історія
Утворена у 2017 році шляхом об'єднання Барвинівської, Брониківської, Кам'яномайданської, Лебедівської, Новороманівської, Поліянівської, Тупальської та Федорівської сільських рад Новоград-Волинського району.
Відповідно до розпорядження Кабінету Міністрів України № 711-р від 12 червня 2020 року «Про визначення адміністративних центрів та затвердження територій територіальних громад Житомирської області», до складу громади були включені території Несолонської сільської ради Новоград-Волинського району.
Відповідно до постанови Верховної Ради України від 17 червня 2020 року «Про утворення та ліквідацію районів», громада увійшла до складу новоствореного Новоград-Волинського району Житомирської області.

## Старостинські округи
Барвинівський, Кам'яномайданський, Лебедівський, Несолонський, Новороманівський, Поліянівський, Тупальський, Федорівський.